# Caristius macropus
Caristius macropus är en fiskart som först beskrevs av Bellotti, 1903.  Caristius macropus ingår i släktet Caristius och familjen Caristiidae. Inga underarter finns listade.